# Noailles (Corrèze)
Noailles (pronúncia em francês: [nɔaj]; grafia em occitano:  Noalhas) é uma comuna francesa na região administrativa da Nova Aquitânia, no departamento de Corrèze. Estende-se por uma área de 12,57 km². Em 2010 a comuna tinha 940 habitantes (densidade: 74,8 hab./km²).